# عمرو بن مرة الجهني
هو عمرو بن مرة بن عبس بن مالك بن محرّث بن مازن بن رواعة الجهني،  وكان  طويل إلقامه عريض الكتف  شاعر فصيح اللسان ، وكان شيخ كبير في عهد النبي وكان أبيه من أشراف العرب وبعد هجرة الرسول إلى المدينه أتى اليه وهو من بني محرث بن مازن غطفان الجهني وقد أسلم وأحسن إسلامه وشارك جميع المشاهد مع الرسول وشارك يوم حنين وابلاً بلاء حسن هو وقومه جهينه  وقتل ابو بردين الهلالي وعدد منهم وشارك جميع المشاهد مع الرسول وحروب الردة هو وقومه جهينه وكان عددهم مايقارب ١٥٠٠٠ فارس وقدم ١٠٠٠ أعانه الأبل للمسلمين  جهينه من قبايل تملك أعداد كثير من الابل 
وشارك غزوة اليرموك  

وهو صاحب لرسول الله - صلى الله عليه وسلم - ممن هاجر إلى الشام وأقام بها وقد روى عنه، ودعاه معاوية بن أبي سفيان إلى أن يحوّل نسب قضاعة إلى معد بن عدنان فقال له: أصعدني المنبر وإجمع لي الناس، فلما فعل قال:

«يا أيّها الداعي آدْعُنا وأَبْصرِ... قضاعةٌ من مالكِ بن حميرِ»

النسبُ المعروفُ غيرُ المنكرِ

## اسلامه ودعوة قومه إلى الإسلام
روى الطبراني حدثنا علي بن إبراهيم الخزاعي الأحوازي، حدثنا عبد الله بن داود بن دلهاث بن إسماعيل بن عبد الله بن شريح بن ياسر بن سويد صاحب رسول الله صلى الله عليه وسلم، حدثنا أبي، عن أبيه دلهاث عن أبيه إسماعيل أن أباه عبد الله حدثه عن أبيه: أن أباه ياسر بن سويد حدثه عن عمرو بن مرة الجهني قال:
خرجت حاجا في جماعة من قومي في الجاهلية، فرأيت في نومي وأنا بمكة نورا ساطعا من الكعبة حتى وصل إلى جبل يثرب، وأشعر جهينة، فسمعت صوتا بين النور وهو يقول:
انقشعت الظلماء، وسطع الضياء، وبعث خاتم الأنبياء. ثم أضاء إضاءة أخرى حتى نظرت إلى قصور الحيرة، وأبيض المدائن، وسمعت صوتا من النور وهو يقول:
ظهر الإسلام، وكسرت الأصنام، ووصلت الأرحام، فانتبهت فزعا فقلت لقومي: والله ليحدثن لهذا الحي من قريش حدث - وأخبرتهم بما رأيت - فلما انتهينا إلى بلادنا جاءني الخبر أن رجلا يقال له: أحمد قد بعث، فأتيته فأخبرته بما رأيت.
فقال لي: «يا عمرو بن مرة أنا النبي المرسل إلى العباد كافة، أدعوهم إلى الإسلام، وآمرهم بحقن الدماء، وصلة الأرحام، وعبادة الله، ورفض الأصنام، وحج البيت، وصيام شهر رمضان، من اثني عشر شهرا، فمن أجاب فله الجنة، ومن عصى فله النار، فآمن يا عمرو يؤمنك الله من هول جهنم».
فقلت: أشهد أن لا إله إلا الله، وأنك رسول الله، آمنت بما جئت من حلال وحرام، وأن رغم ذلك كثيرا من الأقوام.
ثم أنشدته أبياتا قلتها حين سمعت به، وكان لنا صنم، وكان أبي سادنا له، فقمت إليه فكسرته، ثم لحقت بالنبي صلى الله عليه وسلم وأنا أقول
شهدت بأن الله حق وإنني * لآلهة الأحجار أول تارك
وشمرت عن ساق الإزار مهاجرا * إليك أجوب القفر بعد الدكادك
لأصحب خير الناس نفسا ووالدا * رسول مليك الناس فوق الحبائك
فقال النبي صلى الله عليه وسلم: «مرحبا بك يا عمرو بن مرة».
فقلت: يا رسول الله ابعثني إلى قومي لعل الله يمن عليهم بي كما من علي بك.
فبعثني إليهم وقال: «عليك بالرفق والقول السديد، ولا تكن فظا ولا متكبرا ولا حسودا».
فذكر أنه أتى قومه فدعاهم إلى ما دعاه إليه رسول الله صلى الله عليه وسلم فأسلموا كلهم، إلا رجلا واحدا منهم، وأنه وفد بهم إلى رسول الله صلى الله عليه وسلم فرحب بهم وحياهم.